# Bozenmeertje
Het Bozenmeertje is een meer in het veengebied ten zuiden van Zuiderwoude in de Nederlandse provincie Noord-Holland. Het is een van de diepste meren van Waterland. Het meer is via een nauw in het noorden verbonden met de Kerk Ae, en ligt aan het zuiden vast aan de ringvaart van de Belmermeerpolder. Op de zuidoostelijke oever staat er nog een restant van de molen die gebruikt is bij het droogmaken van deze polder, de Belmermeermolen. De ringvaart geeft de mogelijkheid om westelijk naar Broek in Waterland te varen, en oostelijk onder de Aandammerbrug naar de Holysloter Die. Een sloot in het oosten geeft via het water van de Molengouw een andere vaarroute naar Broek in Waterland.